# Schlagquartett Köln
Das Schlagquartett Köln ist ein 1989 anlässlich der Wittener Tage für neue Kammermusik gegründetes Schlagzeugsolistenensemble, das Werke der zeitgenössischen Musik interpretiert. Es arbeitet sowohl mit Komponisten der jüngeren Generation, als auch mit bereits renommierten Künstlern. Das Quartett vergibt regelmäßig Kompositionsaufträge, für deren Ausgestaltung die vier Musiker des Schlagquartett Köln durch die Entwicklung innovativer Spieltechniken und den Bau von speziellen Klangerzeugern wichtige Impulse geben.
1996 erhielt das Schlagquartett Köln den Preis der Deutschen Schallplattenkritik für die CD-Aufnahme von Nicolaus A. Hubers "Herbstfestival".
2003 wurde das Schlagquartett Köln mit dem Förderpreis der Ernst von Siemens Musikstiftung ausgezeichnet.